# Combe (mitología)
Según la mitología griega, Combe (en griego antiguo: Κόμβη) fue una muchacha o probablemente una ninfa, que aparece mencionada por varios autores y que no tiene una tradición unificada. 
Estéfano, por ejemplo, hablando de la ciudad de Calcis, nos dice que antes recibía otro nombre: «Combe, que antes se llamaba Calcis». De esta manera la equipara a la náyade epónima de la ciudad, Calcis o Cálcide, descrita como una de las hijas de Asopo y Metope, hija de Ladón. Zenobio, en cambio, dice que Combe fue la primera mujer en cohabitar con un hombre y que tuvo una descendencia que alcanzaba el centenar en número; acaso se esté refiriendo, de nuevo a Calcis, que pasaba por haber inventado las armas de bronce (de χαλκόν, kalkón, «bronce»), y sus hijos, los Curetes, bailaban haciendo entrechocar sus armas, lanzas contra escudos.
Hesiquio, no obstante, define a Combe simplemente como la «madre de los curetes». Nono da una versión que no se repite por ningún otro autor. Dice que Combe engendró siete vástagos unida a Socos: Primneo, Mimas, Acmón,  Damneo, Oquítoo, Ideo y Meliseo. Estos son los coribantes que acaudillaban las falanges eubeas del tíaso de Dioniso. Combe huyó con sus hijos y estuvo vagando por Creta, donde se refugió en Cnosos, después en Frigia, y finalmente en Ática donde pidió amparo a Cécrope, que los acogió. Cuando Soco murió, volvió a Eubea con sus hijos. A este respecto nos habla Ovidio, aunque no sabemos si esta Combe es la misma que la anterior citada. Menciona brevemente a una tal Combe de Pleurón, con el patronímico de Ófide («hija o descendiente de Ofio», quienquiera que sea este), que «revoloteando las alas escapó de las heridas que le infligían sus hijos».